# المصالح الفضلى

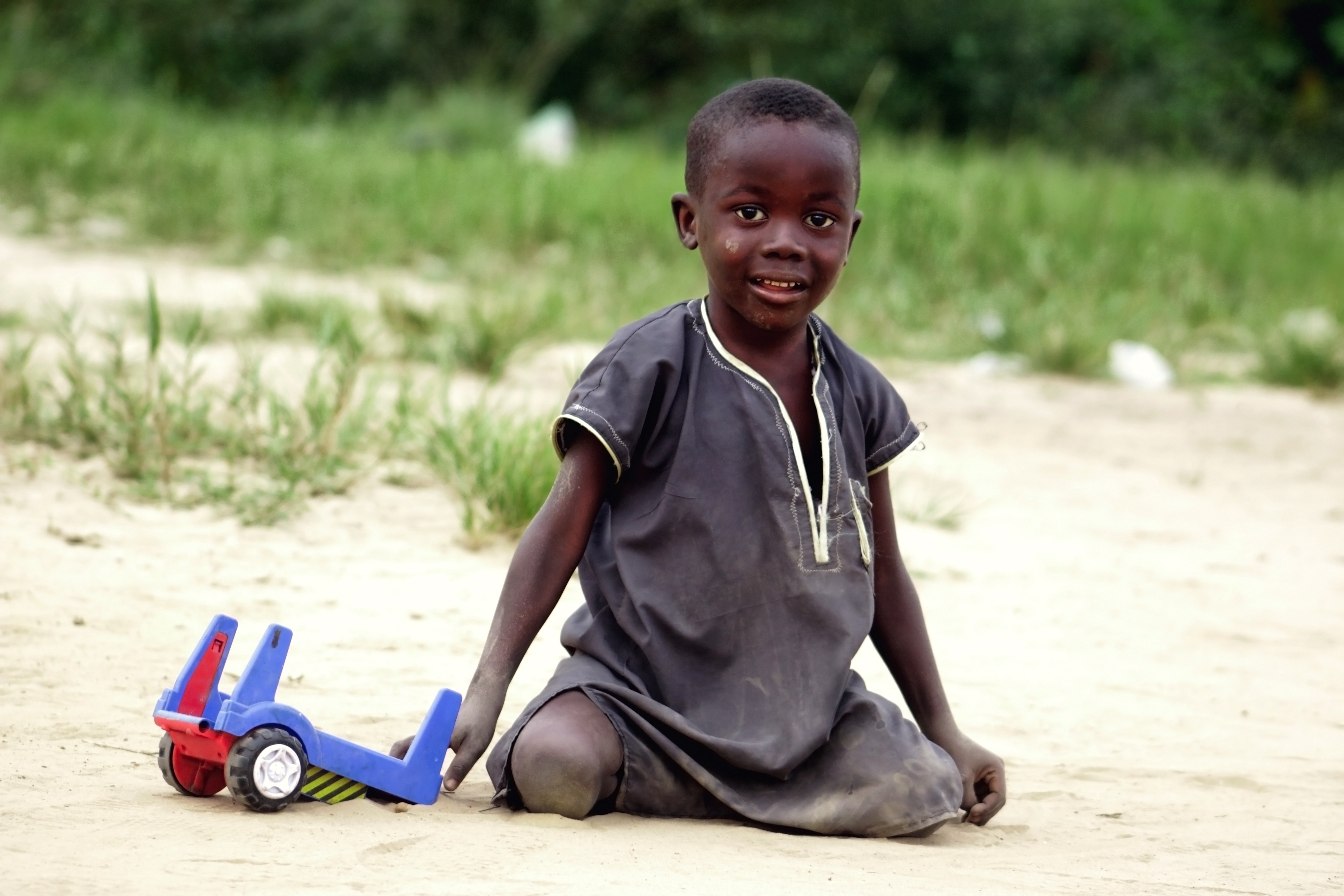
طفل أفريقي

المصالح الفضلى أو مصالح الطفل الفضلى هي مبدأ من مبادئ حقوق الطفل، مستمدّ من المادة الثالثة من اتفاقية الأمم المتحدة لحقوق الطفل. تنصّ المادة على أنه «في جميع الإجراءات المتعلقة بالأطفال في مؤسسات الرعاية الاجتماعية العامة والخاصة أو المحاكم القانونية أو السلطات الإدارية أو الهيئات التشريعية، يولى الاعتبار الأول لمصالح الطفل الفضلى». يجب تقدير وموازنة «جميع العناصر اللازمة لاتخاذ قرار في موقف محدد بخصوص طفل معين أو مجموعة من الأطفال» لتقييم مصالح الطفل الفضلى.

## التعريف
وفقاً لاتفاقية الأمم المتحدة لحقوق الطفل، يجب تقدير وموازنة «جميع العناصر اللازمة لاتخاذ قرار في موقف محدد بخصوص طفل معين أو مجموعة من الأطفال» لتقييم مصالح الطفل الفضلى. نظراً لتنوع العوامل التي تجب مراعاتها، تتشارك مجموعة من المهن والمؤسسات في عملية التقييم بهدف تجميع وجهات النظر ومجالات الخبرة العديدة من بلدان المنشأ والمقصد لا سيما وجهة نظر الطفل.
تتعلّق الجوانب التالية بمصالح الطفل الفضلى:
- آراء وطموحات الطفل.
- هوية الطفل التي تشمل العمر والجنس والسيرة الذاتية والخلفية.
- رعاية وحماية وسلامة الطفل.
- رفاهية الطفل.
- البيئة الأسرية والعلاقات والاتصالات الأسرية.
- الاتصالات الاجتماعية للطفل مع أقرانه ومع البالغين.
- حالات الضعف، أي المخاطر التي يواجهها الطفل ووسائل الحماية والتمكين والقدرة على التكيّف.
- مهارات الطفل وقدراته المتنامية.
- الحقوق والاحتياجات المتعلقة بالصّحة والتعليم.
- نمو الطفل وانتقاله التدريجي إلى مرحلة البلوغ والاستقلالية.
- أي احتياج خاص آخر للطفل.[2]

## التقييم
يمكن إجراء تقييمات مصالح الطفل الفضلى بشكل غير رسمي ومخصّص أو على شكل عمليات ذات طابع رسمي. تُعنى التقييمات بالمسائل والقرارات اليومية التي تُسفر عن آثار جسيمة نوعاً ما فيما يتعلّق بالطفل. من الممكن أن يطرأ تغيير ملموس على مصالح الطفل الفضلى مع مرور الوقت ونمو الطفل وتطور أوضاعه وقدراته، ولذلك قد يتعيّن إعادة تقييم المصالح الفضلى بشكل دوري.

## التحديدات
تُجرى عملية التحديد الرسمية لمصالح الطفل الفضلى بمشاركة السلطات العامة وصنّاع القرار المهنيين. تهدف هذه العملية إلى التوصّل لقرار مستند إلى القانون الوطني بغية حماية حقوق الطفل وتعزيز رفاهيته وسلامته ونموه. يقوم صنّاع القرار بتقييم العوامل المرتبطة بالقضية وموازنتها، إذ يولون الاعتبار الواجب لجميع حقوق الطفل والالتزامات المترتّبة على السلطات العامة ومقدّمي الخدمات تجاه الطفل. يُعتبر الهدف المرجو من عملية تحديد المصالح الفضلى إيجاد حل دائم. تُجرى عملية تحديد المصالح الفضلى عندما تحمل القضايا المطروحة آثارًا كبيرة على حياة الطفل الحالية والمستقبلية.

## عناصر عملية تقييم وتحديد عوامل المصالح الفضلى في الحالات عبر الوطنية
تهدف تقييمات المصالح الفضلى إلى جمع الحقائق اللازمة للتوصل إلى نتيجة بشأن تأثير أي تصرّف أو إجراء أو قرار على الطفل أو مستقبله، مع التركيز على الفتاة أو الفتى المعنييّن. تساعد العلاقة القائمة على الثقة والتواصل الفعّال باللغة الأم الطفل في ممارسة حقّه في أن يُستمع إلى آرائه. تحتاج عمليات التقييم الشاملة فريقاً متعدّد التخصصات من المهنيين المؤهلين.
الضمانات الإجرائية المتعلقة بتحديد المصالح الفضلى
تشمل الضمانات الإجرائية والتوثيقات المتعلقة بتحديد المصالح الفضلى ما يلي:
حق الطفل في التعبير عن آرائه وأخدها بعين الاعتبار: في الإجراءات القضائية والإدارية، يحقّ للأطفال أن يُستمع إلى آرائهم وأن تؤخذ هذه الآراء بعين الاعتبار.
يجب توثيق عملية سماع آراء الطفل بوصف واضح لكيفية موازنة آرائه مع وجهات النظر ومصادر المعلومات الأخرى. ويجب أن يكون التواصل مع الطفل تواصلاً فعّالاً ومراعياً لمشاعره، ومن الممكن أن يتطلّب تفسيراً جيداً ووساطةً ثقافيةً. أما في الحالات المتعلّقة بالأطفال غير المصحوبين أو المنفصلين عن ذويهم، يُعتبر دور الوصي أو الممثل ضرورياً لتيسير عملية التواصل بين الطفل والسلطات.
يحقّ للطفل الحصول على جلسة استماع إن كانت هيئة صنّاع القرار متجسّدة في المحكمة. يجب عقد الجلسة دون أي تأخير بشكل يراعي مشاعر الطفل ويمنع الإيذاء التبعي للأطفال والشهود في الإجراءات القضائية.
- ينبغي أن يؤخذ عمر الطفل وجنسه وخلفيته ومستوى نموّه وقدراته المتنامية بعين الاعتبار.
- يجب تزويد الطفل بمعلومات ملائمة لسنّه وبلغة يستطيع فهمها كي يتمكّن من تكوين رأي والتعبير عنه.
- في الحالات عبر الوطنية، يمتلك الأطفال الذين لا يتحدّثون بلغة بلد الوجهة الحقّ في الترجمة والترجمة الشفوية. يجب توفير الترجمة الشفوية مجاناً، ويُشترط أن يكون المترجم محايداً في حال المشاركة المباشرة في العملية.
- الوصاية والتمثيل: يحقّ للأطفال امتلاك ممثّل أو وصي مستقل متمتّع بالكفاءة ومُجهّز لتمثيل وتعزيز مصالح الطفل الفضلى.
- التمثيل القانوني: بعد تحديد مصالح الطفل الفضلى رسمياً من قبل محكمة أو هيئة مختصّة أخرى، يمتلك الطفل الحقّ في التمثيل القانوني والمعلومات القانونية والدفاع بما في ذلك الأطفال الذين يطلبون اللجوء أو الحماية الخاصة مثل ضحايا الجرائم.
- التعليل القانوني: يجب توثيق القرارات والمحافظة على تفاصيلها ومبرراتها وتفسيراتها، بما في ذلك كيفية اعتبار القرار متناسباً مع مصالح الطفل الفضلى وكيفية موازنة الاعتبارات الأساسية التي أسفرت عن القرار.
- آليات استعراض وتنقيح القرارات: يجب وضع آليات رسمية متعلّقة بإعادة فتح أو استعراض القرارات المرتبطة بمصالح الطفل الفضلى. يحتاج الأطفال إلى الدعم في الوصول إلى الآليات واستخدامها. يجب توفير أسس واضحة المعالم فيما يتعلّق بإعادة فتح القضايا والقرارات أو استعراضها، على سبيل المثال عند ظهور دليل جديد أو عند فشل السلطات في تنفيذ القرار الأول.
- الحق في الاستئناف: تخضع عملية تحديد مصالح الطفل الفضلى إلى سبل الانتصاف القانوني. يحتاج الأطفال إلى الاطلاع والدعم كالمساعدة القانونية والتمثيل لاستئناف القرار. يُعلّق التنفيذ أثناء إجراءات الاستئناف. أمّا بالنسبة للقرارات المتعلّقة بنقل الأطفال أو إعادتهم إلى مقاطعة أخرى، يجب توفّر وقت كاف بين صدور القرار وتنفيذه كي يتمكّن الطفل من تقديم استئناف أو طلب لاستعراض القرار.[3]

## الموازنة بين الحقوق والمصالح عند تحديد المصالح الفضلى
قد تبدو العناصر المختلفة المتعلّقة بتقييم وتحديد مصالح الطفل الفضلى متضاربة أو متناقضة. تُحلّ النزاعات المحتملة في كل حالة على حدة. يُعتبر حق الطفل في امتلاك مصالح فضلى أمراً ذا أولوية عالية وليس مجرّد واحد من عدّة اعتبارات. ترتبط الأهمية الكبرى بما يخدم الطفل بشكل أفضل:
- يفوق احتمال الضرر أي عوامل أخرى.[4]
- يُعتبر حق الطفل في التربية على يد والديه مبدأً أساسياً.[4]
- يمكن تحقيق مصالح الطفل الفضلى عموماً بالتعاون مع أسرته باستثناء الحالات التي تستوجب مخاوفاً متعلّقة بالسلامة.[3]
- يرتبط بقاء الطفل ونموه على أفضل وجه عموماً بالإبقاء على اتصال وثيق مع الأسرة والشبكات الاجتماعية والثقافية للطفل والحفاظ عليها.[3]
- تُعتبر المسائل المتعلّقة بالصحة والتعليم والضعف عوامل مهمة.[5]
- يُعتبر استمرار واستقرار الطفل عاملين مهمين.

## النقد
يُعتبر تعريف مصالح الطفل الفضلى تعريفاً معقّداً فيما يخص الممارسة القانونية أو صياغة القوانين والاتفاقيات. حظي تنفيذه بانتقادات شديدة من قبل بعض علماء نفس الطفل وعلماء الأوبئة وحركة إصلاح قانون الأسرة لا سيما فيما يتعلّق بتهميش أحد الوالدين للطفل في الكثير من الأحيان بعد الطلاق أو الانفصال، وذلك على الرغم من استفادة الطفل من وجود اتصال وثيق بينه وبين كلا الوالدين. قيل إنه ينبغي استبدال المعيار الحالي بمصالح الطفل الفضلى المعنية بنهج الطفل الذي يؤخذ بعين الاعتبار في البحوث الوبائية والنفسية المتعلّقة بالطفل وصحته البدنية والعقلية والاجتماعية بعد الطلاق أو الانفصال.

## الاتحاد الأوروبي
وردت إشارة إلى مصالح الطفل الفضلى في قوانين وسياسات الاتحاد الأوروبي المرتبطة بهذا الموضوع، بما في ذلك الأطر المتعلقة بالهجرة واللجوء والإتجار والعودة المحتملة. تتراوح صياغة مصالح الطفل الفضلى بين الأفعال الآمرة مثل «ينبغي» و«يتعيّن» والأفعال الأقل قوّةً مثل «يجب».